# 휠리아 셰니우르트
휠리아 셰니우르트(튀르키예어: Hülya Şenyurt, 1973년 10월 10일~)는 튀르키예의 전직 유도 선수이다. 1992년 하계 올림픽 여자 엑스트라라이트급에서 동메달을 획득했다.